# Фон-дер-Фліс Борис Васильович
Берк Фон-дер-Фліс, також Бернард, іноді Борис Васильович Фандерфліс (15 (4) квітня 1762, Нюпорт, Нідерланди — 16 березня 1846, Одеса, Російська імперія) — інженер-гідротехнік, сподвижник Франца де Волана.

## Життєпис
Отримав вищу інженерну освіту у місті Нюпорт.
З 1792 року на російській службі.
У 1794 році — спроєктував і побудував в Одесі будівлю Адміралтейства.
У 1795 році — будував фортецю і пристань у Кінбурні.
У 1800 році — почав будувати обвідні канали на порогах Дніпра за проєктом Де-Волана.
У 1802 році — проєктування і будівництво збройового заводу й мосту через річку Олу в Тулі.
У 1814 році — склав проєкти морських споруд на Таврійському півострові.
У 1819 році — його призначили гідротехтом чорноморських портів у Морському відомстві. Працював у Севастополі та Херсоні. У Миколаєві благоустроював набережні, вулиці, озеленював, освітлював, створив маяк на острові Тендра.
У 1819 році — за дорученням віце-адмірала Олексія Грейга розробляв проєкт Спаського самопливного водопроводу від Фонтана в Кам'яному саду до Адміралтейства, протяжністю 1683 сажня (3 км).
У 1829-32 роках він створив за своїм проєктом Міську набережну внизу Приморського бульвару в Одесі. Він автор проєктів вулиці Карантинної і Практичної гаваней, які сформували Одеський порт до 1850 року.
В архітектурних працях керувався принципами класицизму й ампіру.